# مكتبة جينية

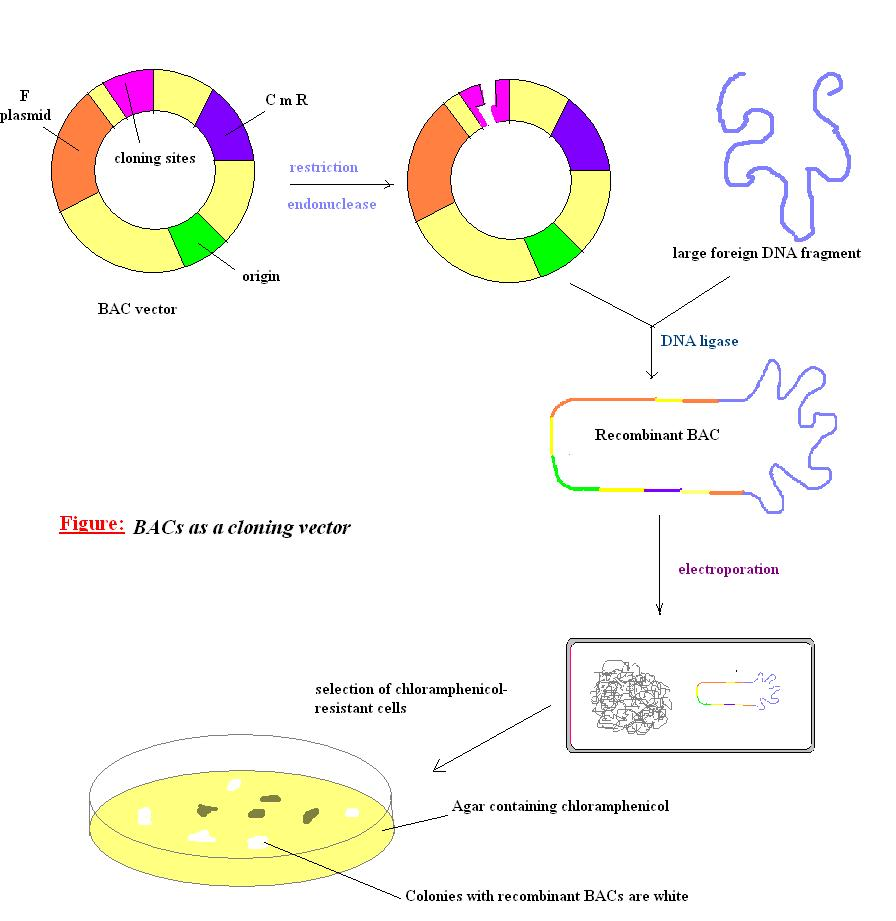

المكتبة الجينية هو تجمع لمضيفين لبكتريا، كل منها تحمل جزيء حمض نووي أُدخل في ناقل الاستنساخ ،حيث تمثل المجموعة المستنسخة من جزيئات الحمض النووي جينوم الكائن الحي المصدر. هذا المصطلح أيضاً يشير إلى مجموعة النواقل الجزيئية، التي تحمل كل منها جزءاً من صبغي الحمض النووي للكائن، قبل إدخالها خلايا الكائن المضيف.

## أنماط النواقل
- بلازميد:سعنه 15 kb.
- عاثية:سعته 25 kb.
- فوزميد:سعته 35–45 kb.
- صبغي اصطناعي بكتيري:سعته 50–300 kb.
- صبغي صناعي خميري:سعته 300- >1500 kb.
- صبغي صناعي بشري:سعته >2000 kb.

## بناء مكتبة
تعزل جزيئات الحمض النووي للكائن المطلوبة. ثم تهضم جزئياً باستخدام انزيم اقتطاع Endonuclease، ويتم ذلك بفترات زمنية مختلفة حتى يتم التأكد من أن الحمض النووي اقتطع إلى الحجم المناسب. ثم يتم فصل الجزيئات حسب الحجم باستعمال رحلان كهربائي أغاري، الجزيئات ذات الحجم المطلوب المناسب تعزل وتدخل في الناقل. النواقل بعدها تعطى لمضيفين مناسبين. يحفظ المضيف في وسط سائل ممكن تجميده حتى 80 درجة مئوية لمدة طويلة.عادة تكون المضيفات هي بكتيريا لا تحوي أي بلازميد وذلك لتكون حساسة تجاه المضاد الحيوي.
عملية التقطيع للحمض النووي إلى عناصر وإدخالها في مضيف تسمى بناء مكتبة، أو بنك جيني. المكتبة الكاملة لخلايا المضيف تحوي كامل جينات الحمض النووي للكائن المصدر.

## وصلات خارجية
- مكتبات مختلفة للبروتين
- مكتبة جينية